# Battle Metal
Battle Metal es el álbum debut de la banda finlandesa de Folk metal Turisas.
Fue lanzado el 26 de julio de 2004 a través de la compañía Century Media.

## Lista de canciones
1. "Victoriae & Triumphi Dominus" – 1:27
2. "As Torches Rise" – 4:51
3. "Battle Metal" – 4:23
4. "The Land of Hope and Glory" – 6:22
5. "The Messenger" – 4:42
6. "One More" – 6:50
7. "Midnight Sunrise" – 8:15
8. "Among Ancestors" – 5:16
9. "Sahti-Waari" – 2:28
10. "Prologue for R.R.R." – 3:09
11. "Rex Regi Rebellis" – 7:10
12. "Katuman Kaiku" – 2:22

## Personal
- Mathias Nygård – Voz
- Jussi Wickström - Guitarra - bajo
- Georg Laakso - Guitarra eléctrica
- Antti Venlota - Teclado - sintetizador - piano
- Tude Lehtonen - Batería - percusión

### Músicos adicionales
- Riku Ylitalo - Acordeón
- Olli Vänskä - Violín
- Emmanuelle Zoldan - Voz

- Datos: Q2333855